# Adolphe Fould
Pour les autres membres de la famille, voir Famille Fould.
Adolphe Ernest Fould (17 juillet 1824 à Paris - 13 février 1875 à Paris) est un banquier et homme politique français.

## Biographie
Fils d'Achille Fould et d'Henriette Goldschmidt, il est élève du Lycée Saint-Louis, puis s'occupe d'affaires et de finances. Entré comme associé dans la banque familiale (Banque Fould-Oppenheim et Cie), il la dirige sous la Seconde République. Il prend part à la création de la Banque ottomane (dont il est membre du Comité parisien de 1863 à 1868) et succède à son père, en 1867, comme administrateur aux Crédit foncier, Messageries impériales, etc. Il est membre du Cercle des chemins de fer.
Il est secrétaire général du ministère des Finances occupé par son père.
Conseiller général pour le canton d'Arreau à partir de 1860, puis pour le canton d'Argelès-Gazost à partir de 1866, il est nommé vice-président du Conseil général des Hautes-Pyrénées.
Il se présente comme candidat du gouvernement impérial à la députation, le 1er juin 1863 dans la 1re circonscription des Hautes-Pyrénées, et est élu député au Corps législatif. Il appartient, par tous ses votes, à la majorité dynastique, et est réélu, toujours comme candidat officiel, député de la même circonscription, le 24 mai 1869. Il vote pour la déclaration de guerre à la Prusse et quitte la vie politique en 1870.
Marié à Marthe Ledoux, il est le père d'Achille Fould (1861-1926).
Mort en 1875, il est inhumé au cimetière du Père-Lachaise (4ème division), à Paris..